# Бузе (коммуна)
Бузе́ (фр. Bouzais) — коммуна во Франции, находится в регионе Центр. Департамент — Шер. Входит в состав кантона Сент-Аман-Монтрон. Округ коммуны — Сент-Аман-Монтрон.
Код INSEE коммуны — 18034.

## География

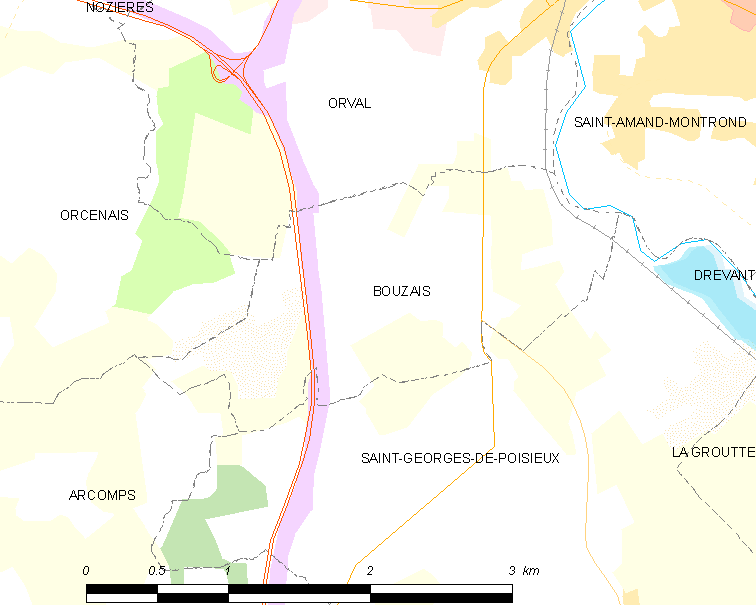
Карта коммуны

Коммуна расположена приблизительно в 240 км к югу от Парижа, в 140 км южнее Орлеана, в 45 км к югу от Буржа.
По территории коммуны протекает небольшая река Лубьер, а вдоль северо-восточной границы коммуны — река Шер.

## Население
Население коммуны на 2008 год составляло 271 человек.
| 1962 | 1968 | 1975 | 1982 | 1990 | 1999 | 2008 |
| ---- | ---- | ---- | ---- | ---- | ---- | ---- |
| 167  | 187  | 189  | 227  | 242  | 254  | 271  |

## Экономика
В 2007 году среди 177 человек в трудоспособном возрасте (15-64 лет) 134 были экономически активными, 43 — неактивными (показатель активности — 75,7 %, в 1999 году было 75,3 %). Из 134 активных работали 127 человек (63 мужчины и 64 женщины), безработных было 7 (1 мужчина и 6 женщин). Среди 43 неактивных 6 человек были учениками или студентами, 31 — пенсионерами, 6 были неактивными по другим причинам.

## Достопримечательности
- Церковь Сен-Рош (XIV век)
  - Бронзовый колокол (1521 год). Исторический памятник с 1943 года[3]